# Костёл Святых апостолов Петра и Павла (Варняй)
Костёл Святых апостолов Петра и Павла — исторический кафедральный собор Жемайтской епархии Римско-Католической церкви, достопримечательность города Варняя, Литва, памятник архитектуры (с 1971 года).

## История
Первый раз костёл на этом месте, согласно хроникам, начали строить в 1421 году, однако от храма этого периода не осталось даже археологических свидетельств. Затем храм вновь отстраивался или обновлялся в 1463, 1519 и 1555 годах.
Строительство ныне существующего храма началось сто тридцать лет спустя, и велось десять лет, с 1681 по 1691 год на собственные средства епископа Жемайтии князя Казимира Паца (1667–1695), выходца из известного рода польско-литовских магнатов. Просторный каменный храм, выгодно расположенный на берегу реки простоял в таком виде более ста лет, пока не был разорён пожаром. Восстановлением храма занимался епископ Жемайтии князь Юзеф Гедройц. После того как в 1864 году по приказу губернатора Михаила Муравьёва центр епархии перенесли в Ковно, кафедральный собор был переименован в приходской. 
Костёл Святых апостолов Петра и Павла построен в стиле барокко и имеет характерную форму трёхнефной базилики. Внутри он имеет 12 алтарей, из которых центральный был создан в 1694 году мастером из Кёнигсберга Маумо Полони, и отреставрирован в 1853 году резчиком Вольдемаром Кельбергом. 
В Реестр культурных ценностей занесено и сохранившееся в костёле кафедра епископа Матея Волончевского. Переезжая в Ковно, епископ Волончевский намеренно оставил эту кафедру в варняйском костёле в память о его былом кафедральном статусе. 
В костёле хранится находящиеся под охраной государства большое собрание портретов жемайтских епископов и старинные иконы: «Архангел Михаил», «Св. Казимир», «Св. Станислов», «Св. Стефан», «Три короля», «Святое семейство», которые также включены в реестр культурных ценностей. Рядом с костёлом находится один из старейших литовских Лурдов.

## Галерея

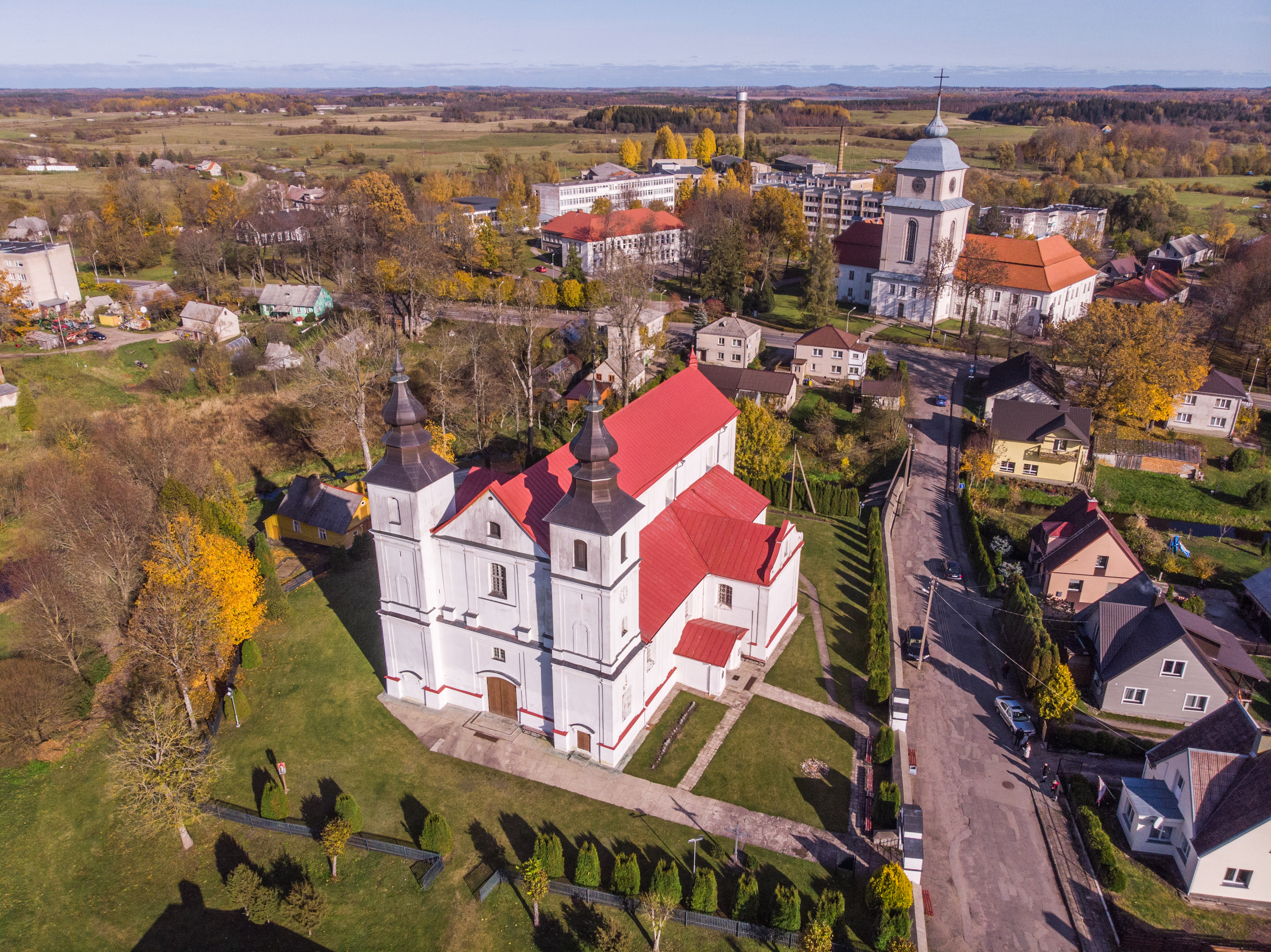
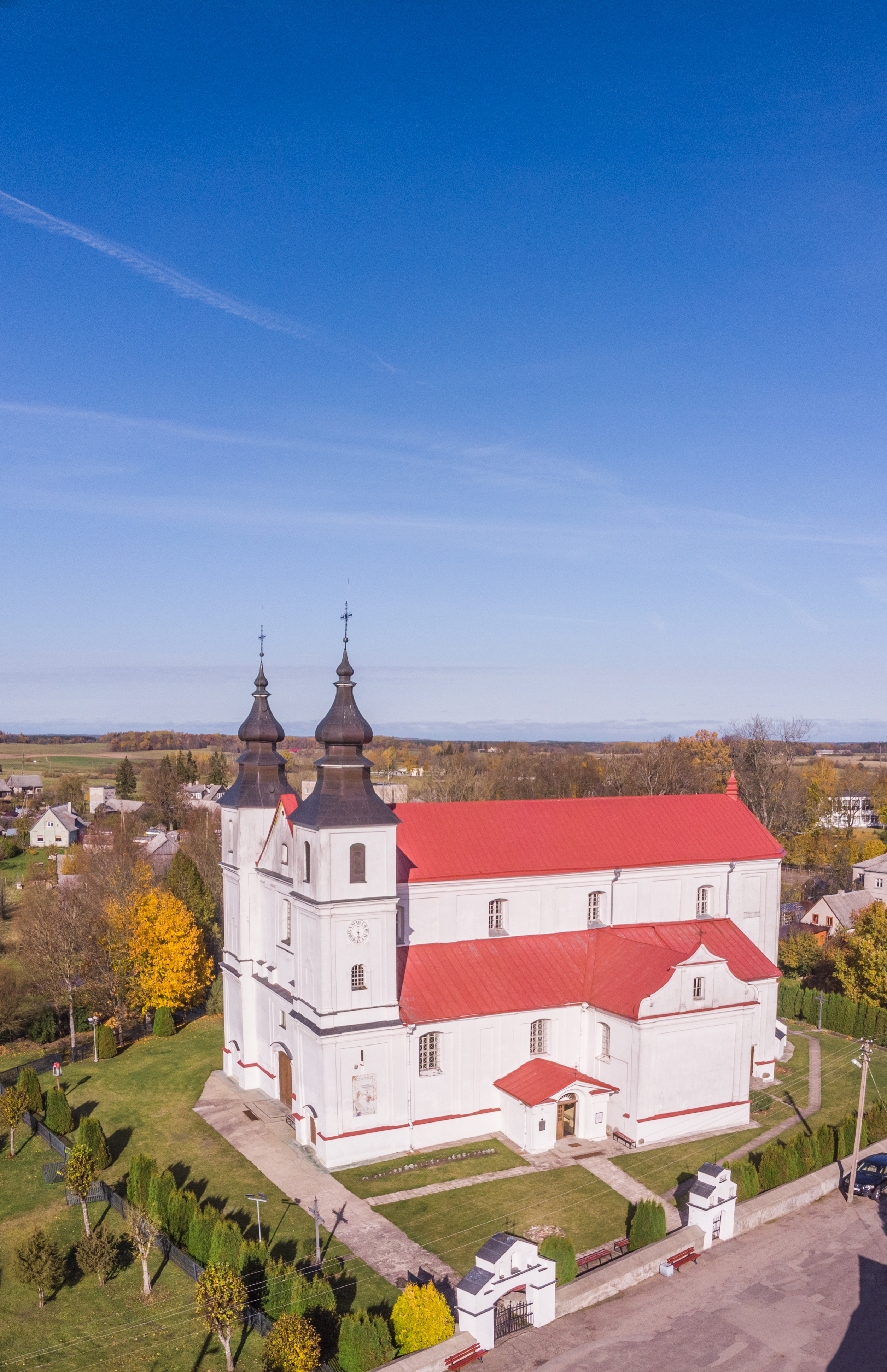
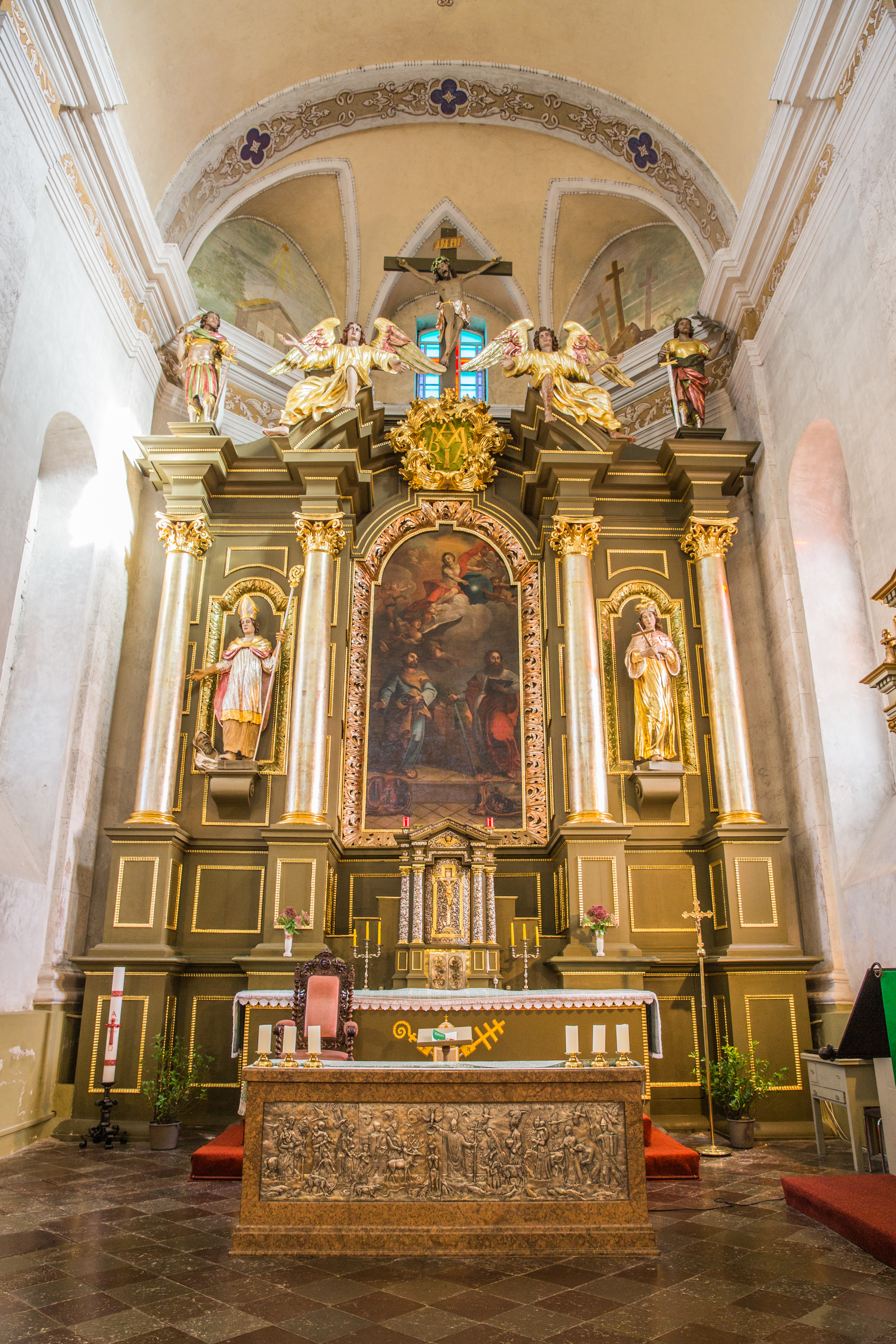
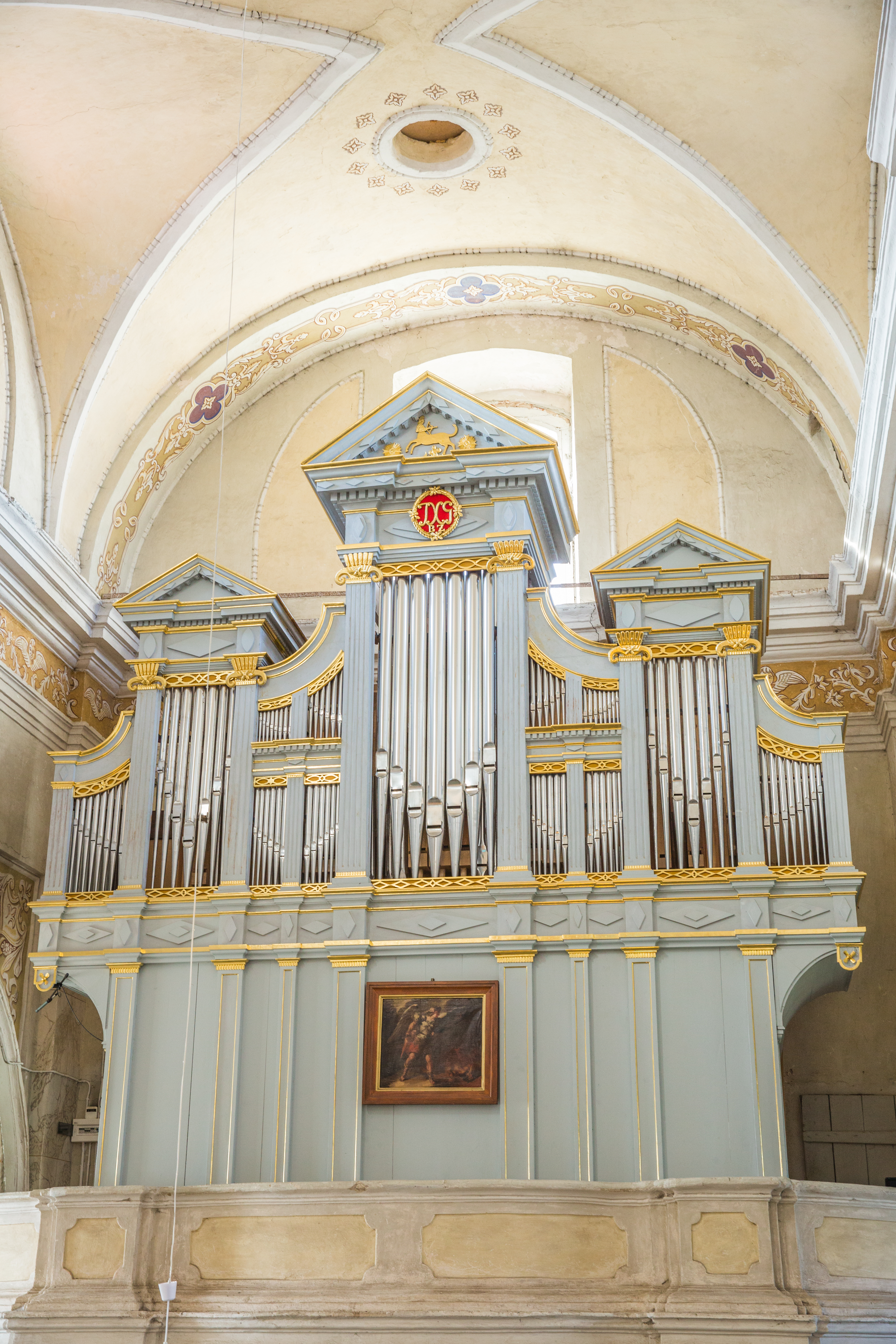